# Miliza Korjus
Miliza Korjus (født 18. august 1909, død 26. august 1980) var en polsk/estlandsk skuespiller og operasanger. Hun var nomineret til en Oscar for bedste kvindelige birolle i 1938 for sin præstation i Den store Vals.

## Opvækst
Hun blev født i Warszawa, Polen (dengang en del af Det russiske kejserige), som datter til Anna (født Gintowt) og Artur Korjus, en estisk løjtnant-oberst i den kejserlige russiske hær og senere stabschef til Estlands krigsminister. Hendes mor stammer fra den litauisk-polske adel. Hun blev født under sin fars militære udstationering der i 1909; Senere flyttede familien til Moskva. Hun var den femte af seks børn (hun havde en bror og fire søstre). Hendes mor og far blev adskilt under Den russiske revolution i 1917 og i 1918 flyttede hun fra Moskva til Kijev med sin mor og søstre, hvor hun begyndte sin musikalske uddannelse.

## Karriere
Som teenager turnerede Korjus Sovjetunionen med Dumka-koret. I 1927 lykkedes det at passere grænsen til Estland, hvor hun blev genforenet med sin far. Hun begyndte at turnere Baltikum og Tyskland, og i 1929 giftede hun sig med fysikeren Kuno Foelsch. Korjus fortsatte sin koncertkarriere som sopran i Tyskland og blev i sidste ende engageret i Berlins Statsopera i 1933. Hendes operatiske fremtoninger og optagelser førte hurtigt hende til fronten for europæiske sangere og fik tilnavnet "Berliner Nattergalen". Filmproducent Irving Thalberg hørte hendes optagelser og underskrev en ti-årig filmkontrakt med hende, hvilket var uhørt på det tidspunkt.
Korjus' første Hollywood-film var Den store Vals (1938), som Frank Nugent fra New York Times kaldte "et udstillingsvindue for Miliza Korjus", mens han også bemærke hendes lighed med Mae West. Hun var nomineret til en Oscar for bedste kvindelige birolle for rollen.
Korjus var planlagt til at medvirke i en filmatisering af romanen Sandor Rozsa i 1940, men i en bilulykke fik hun knust sit ben, og selvom hun undgik amputation, krævede det omfattende rekreation, hvilket fik filmen til at blive droppet. I 1941 havde hun helet godt nok til at starte en tur i Sydamerika. Under sin tur blev USA involveret i 2. Verdenskrig, og hun besluttede at forblive i Mexico under krigens varighed. Mens hun boede der indspillede hun en spansksproget film med titlen Caballería del Imperio.
I 1944 vendte Korjus tilbage til USA, hvor hun spillede på Carnegie Hall. Hun turnerede landet i flere år, til sidst bosatte sig i Los Angeles, Californien. Hun grundlagde senere Venus Records for at udgive mange af sine tidligere optagelser.

## Privatliv
I 1952 giftede hun sig med Walter Shector, en læge og gik på pension fra at optræde, og foretrak at koncentrere sig om at lave indspilninger. Hun døde af hjertesvigt i 1980 i Culver City, Californien, USA og blev bisat i Westwood Village Memorial Park Cemetery i Los Angeles.
Korjus 'datter Melissa F. Wells blev født i Estland i 1932 og i over 40 år var en karriere officer i den amerikanske udenrigstjeneste. Navnlig tjente hun som amerikansk ambassadør i Estland mellem 1998-2001.